# Battaglia di Misurata
La battaglia di Misurata è stata la battaglia più lunga della guerra civile libica del 2011. Iniziata il 17 febbraio con le prime manifestazioni contro il regime di Gheddafi, trasformatesi in breve tempo in una vera insurrezione armata, la città diventa la più importante roccaforte dei ribelli in Tripolitania.
Il 12 marzo, quando la speranza di un rapido esito della rivolta è ormai sfumata e la roccaforte ribelle di Zawiya, a 30 chilometri da Tripoli, sta per cadere sotto il controllo dei lealisti, la brigata Khamis, guidata da uno dei figli del raʾīs, attacca la città partendo dall'aeroporto a sud della stessa. La città, rimasta l'ultima roccaforte dei ribelli in Tripolitania assieme ai Monti Nafusa, a sudovest di Tripoli, viene sottoposta per più di due mesi ad un duro assedio delle truppe lealiste, che arrivano a controllare, nella loro massima avanzata, i distretti meridionali e occidentali della stessa. La controffensiva dei ribelli, iniziata a fine aprile e resa possibile anche dall'intervento delle forze NATO, porta gli stessi, il 15 maggio del 2011, ad assumere il pieno controllo della città.

## Evoluzione della situazione
|  | 12 marzo: Arrivo della brigata Khamis                                                                                        |
|  | 30 marzo: Situazione Dopo l'iniziale offensiva dei lealisti                                                                  |
|  | 17 aprile: Massima avanzata dei gheddafiani                                                                                  |
|  | 25 aprile: Inizio della controffensiva dei ribelli                                                                           |
|  | 11 maggio: Situazione dopo la seconda battaglia per il controllo dell'aeroporto a sud della città (importante base militare) |